# Tłumacz przysięgły
Ten artykuł należy dopracować:

przedstawiono sytuację tylko z polskiej perspektywy – artykuł powinien być przekrojowy.
Pomóż go poprawić. Na stronie dyskusji mogą znajdywać się pomocne komentarze.
Tłumacz przysięgły – regulowany wolny zawód o zadaniach służby publicznej, który specjalizuje się w przekładzie m.in. dokumentów procesowych, urzędowych i uwierzytelnianiu obcojęzycznych odpisów takich dokumentów oraz może poświadczać tłumaczenia i odpisy wykonane przez inne osoby. Do poświadczania tłumaczeń oraz poświadczania odpisów pism tłumacz przysięgły używa pieczęci, zawierającej w otoku jego imię i nazwisko oraz wskazanie języka, w zakresie którego ma uprawnienia, a w środku pozycję na liście tłumaczy przysięgłych. Wyjątkiem są tutaj tłumaczenia i odpisy wykonywane w formie elektronicznej, które tłumacz opatruje kwalifikowanym podpisem elektronicznym (w przypadku odpisów uprawnienie to dotyczy tylko dokumentów w formie pisemnej, tzn. nie jest zgodne z ustawą wykonanie odpisu w formie elektronicznej, gdy dokumentem źródłowym jest również dokument elektroniczny). Na wszystkich poświadczonych dokumentach, które wydaje tłumacz przysięgły, wymienia się pozycję, pod którą tłumaczenie lub odpis są odnotowane w repertorium oraz należy stwierdzić, czy sporządzono je z oryginału, czy też z tłumaczenia lub odpisu (kopii). Jeżeli tłumaczenie wykonano z odpisu lub tłumaczenia, należy ponadto stwierdzić, czy odpis lub tłumaczenie są poświadczone i podać w takim wypadku podmiot poświadczający. Tłumacz przysięgły wykonuje również tłumaczenia ustne, a ponadto sprawdza i poświadcza tłumaczenia z języka obcego na język polski albo z języka polskiego na język obcy sporządzone przez inną osobę oraz sporządza poświadczone odpisy pisma w języku obcym, a także sprawdza i poświadcza odpisy pisma w języku obcym sporządzone przez inną osobę.
Tłumacz przysięgły wykonuje tłumaczenia na rzecz osób prywatnych, a także na potrzeby organów państwowych (sądy, Policja, prokuratura itp.).

## Tłumacze przysięgli w Polsce
Wykonywanie zawodu tłumacza przysięgłego w Polsce reguluje ustawa o zawodzie tłumacza przysięgłego, która obowiązuje od dnia 27 stycznia 2005 roku.
Wynagrodzenie tłumaczy przysięgłych za czynności na rzecz sądów, prokuratur i organów administracji publicznej określa rozporządzenie ministra sprawiedliwości.
Lista wszystkich tłumaczy przysięgłych w Polsce znajduje się na stronach internetowych Ministerstwa Sprawiedliwości.

### Warunki do uzyskania uprawnień tłumacza przysięgłego
Zgodnie z ustawą tłumaczem przysięgłym może zostać osoba fizyczna, która:
1. ma obywatelstwo polskie albo obywatelstwo jednego z państw członkowskich Unii Europejskiej, państw członkowskich Europejskiego Porozumienia o Wolnym Handlu (EFTA) – stron umowy o Europejskim Obszarze Gospodarczym, Konfederacji Szwajcarskiej albo obywatelstwo innego państwa, jeżeli na podstawie i zasadach określonych w przepisach prawa Unii Europejskiej przysługuje jej prawo podjęcia zatrudnienia lub samozatrudnienia na terytorium Rzeczypospolitej Polskiej lub, na zasadach wzajemności, obywatelstwo innego państwa;
2. zna język polski;
3. ma pełną zdolność do czynności prawnych;
4. nie była karana za przestępstwo umyślne, przestępstwo skarbowe lub za nieumyślne przestępstwo przeciwko bezpieczeństwu obrotu gospodarczego;
5. ukończyła studia wyższe;
6. złożyła z wynikiem pozytywnym egzamin z umiejętności tłumaczenia z języka polskiego na język obcy oraz z języka obcego na język polski, zwany dalej „egzaminem na tłumacza przysięgłego”.

#### Egzamin na tłumacza przysięgłego
Egzamin przeprowadzany jest przed Państwową Komisją Egzaminacyjną pod patronatem ministra sprawiedliwości na podstawie odnośnego rozporządzenia i składa się z dwóch części:
- tłumaczenia pisemnego, z języka polskiego na język obcy oraz z języka obcego na język polski;
- tłumaczenia ustnego, z języka polskiego na język obcy (tłumaczenie konsekutywne) oraz z języka obcego na język polski (tłumaczenie a vista).

Egzamin uważa się za zdany w przypadku uzyskania pozytywnych ocen z obu części.

#### Wpis na listę tłumaczy przysięgłych
Kandydaci na tłumacza przysięgłego, którzy zdali egzamin z wynikiem pozytywnym, nabywają prawo do wykonywania zawodu oraz zostają wpisani na listę tłumaczy przysięgłych po złożeniu wobec ministra sprawiedliwości ślubowania według następującej roty:
„Mając świadomość znaczenia moich słów i odpowiedzialności przed prawem, przyrzekam uroczyście, że powierzone mi zadania tłumacza przysięgłego będę wykonywać sumiennie i bezstronnie, dochowując tajemnicy prawnie chronionej oraz kierując się w swoim postępowaniu uczciwością i etyką zawodową”.
Tłumacze przysięgli, którzy uzyskali uprawnienia na podstawie przepisów obowiązujących przed uchwaleniem ustawy o zawodzie tłumacza przysięgłego z dnia 25 listopada 2004, stali się tłumaczami przysięgłymi w rozumieniu obecnej ustawy pod warunkiem wpisu, na swój wniosek, na listę tłumaczy przysięgłych.

### Odpowiedzialność zawodowa
Tłumacze przysięgli podlegają odpowiedzialności zawodowej za niewykonywanie lub nienależyte wykonywanie obowiązków i zadań przewidzianych w ustawie. Postępowanie toczy się przed Komisją Odpowiedzialności Zawodowej, działającą przy Ministrze Sprawiedliwości, i wszczynane jest na wniosek ministra sprawiedliwości lub wojewody (podmiot, który zlecił tłumaczenie, może zwrócić się do tych organów o skierowanie takiego wniosku). Komisja może orzec wobec tłumacza następujące kary:
- upomnienie
- nagana
- kara pieniężna nie niższa niż jedna dziesiąta przeciętnego wynagrodzenia w gospodarce narodowej w roku kalendarzowym poprzedzającym wydanie prawomocnego orzeczenia
- zawieszenie prawa wykonywania zawodu na okres od 3 miesięcy do 1 roku
- pozbawienie prawa do wykonywania zawodu z możliwością ponownego uzyskania uprawnień najwcześniej po upływie 2 lat oraz po ponownym zdaniu egzaminu.

Kara upomnienia i nagany wpisywana jest do akt tłumacza, ale nie podlega publicznemu ujawnieniu, przez co nie rodzi dla tłumacza realnych negatywnych skutków.
Od orzeczenia Komisji przysługuje odwołanie do sądu apelacyjnego właściwego dla siedziby tłumacza.

### Wcześniejsze regulacje prawne
W okresie rozbiorowym działalność tłumaczy przysięgłych na ziemiach polskich regulowały odpowiednie przepisy mocarstw zaborczych, dotyczące organizacji wymiaru sprawiedliwości i postępowania przed organami sądowymi. Po 1918 roku przepisy te pozostawały w mocy na odpowiednich obszarach II Rzeczypospolitej do czasu uchwalenia nowych, polskich przepisów w tym zakresie. Polskimi aktami prawnymi, odnoszącymi się bezpośrednio do powoływania tłumaczy przysięgłych i wykonywania przez nich zawodu, przed wejściem w życie obecnie obowiązującej ustawy były kolejno następujące rozporządzenia:
- Rozporządzenie ministra sprawiedliwości z dnia 24 grudnia 1928 r. o tłumaczach przysięgłych (Dz.U. z 1928 r. nr 104, poz. 943)
- Rozporządzenie ministra sprawiedliwości z dnia 9 grudnia 1953 r. w sprawie tłumaczów przysięgłych (Dz.U. z 1953 r. nr 51, poz. 256)
- Rozporządzenie ministra sprawiedliwości z dnia 19 sierpnia 1968 r. w sprawie tłumaczy przysięgłych. (Dz.U. z 1968 r. nr 35, poz. 244)
- Rozporządzenie ministra sprawiedliwości z dnia 8 czerwca 1987 r. w sprawie biegłych sądowych i tłumaczy przysięgłych (Dz.U. z 1987 r. nr 18, poz. 112)

W latach 1928–1968 tłumacze powoływani byli przez ministra sprawiedliwości, a w latach 1968–2005 przez prezesów sądów wojewódzkich (po 1999 sądów okręgowych). Do wejścia w życie obecnej ustawy to również sądy wojewódzkie, wzgl. okręgowe sprawowały nadzór nad działalnością tłumaczy przysięgłych (obecnie robią to wojewodowie w zakresie kontroli prowadzenia repertorium oraz minister sprawiedliwości w zakresie prowadzenia listy tłumaczy, dokonywania na niej zmian i skreśleń; wojewodom i Ministrowi Sprawiedliwości służy również prawo kierowania do Komisji Odpowiedzialności Zawodowej wniosków o ukaranie tłumacza za niewywiązywanie się przez niego z ustawowych obowiązków).
Pieczęcie tłumacza przysięgłego początkowo (do 1953 r.) opatrzone były godłem państwowym oraz (do 1987 r.) oznaczeniem siedziby tłumacza. Do 1987 r. tłumacze używali odrębnych pieczęci do tuszu i do laku.
Wymogi dotyczące udokumentowania znajomości języka obcego początkowo nie były ściśle określone. Dopiero rozporządzenie z 1968 r. precyzowało, iż osoba ustanowiona tłumaczem przysięgłym powinna mieć ukończone wyższe studia filologiczne lub wyższe studium języków obcych albo też dowolną szkołę wyższą lub liceum ogólnokształcące z danym językiem obcym jako wykładowym. W tym ostatnim przypadku istniał ponadto wymóg złożenia z wynikiem pozytywnym egzaminu z tłumaczenia na język obcy i język polski ze szczególnym uwzględnieniem tekstów z dziedziny prawa. Rozporządzenie z 1987 r. ograniczało krąg osób uprawnionych do ustanowienia tłumaczem przysięgłym wyłącznie do osób, które posiadały dyplom ukończenia studiów wyższych na kierunku filologia lub lingwistyka stosowana. Zgodnie z regulacjami obu tych rozporządzeń ustanowienie tłumaczem przysięgłym mogło za zgodą ministra sprawiedliwości odbyć się w wyjątkowych przypadkach także po udokumentowaniu znajomości języka obcego innymi dokumentami.
Uchwalona w 2004 r. i obowiązująca do dziś ustawa o zawodzie tłumacza przysięgłego wprowadziła dla wszystkich bez wyjątku kandydatów na tłumacza przysięgłego wymóg złożenia z wynikiem pozytywnym egzaminu z tłumaczenia. Dodatkowo do 2011 roku obowiązywał bezwzględny wymóg posiadania studiów wyższych magisterskich na kierunku filologia lub studiów wyższych magisterskich innego kierunku wraz ze studiami podyplomowymi w zakresie tłumaczenia, odpowiednich dla danego języka. Wymóg posiadania wykształcenia filologicznego lub studiów podyplomowych w zakresie tłumaczenia został zniesiony ustawą o ograniczaniu barier administracyjnych, co spotkało się z krytyką Polskiego Towarzystwa Tłumaczy Przysięgłych i Specjalistycznych (TEPIS). Następnie w roku 2015 w ramach deregulacji dostępu do wykonywania niektórych zawodów zniesiono wymóg legitymowania się tytułem zawodowym magistra (dla spełnienia obecnego wymogu studiów wyższych wystarczający jest tytuł licencjata).
W 2016 roku wprowadzono możliwość wydawania przez tłumaczy przysięgłych tłumaczeń w formie elektronicznej, opatrywanych kwalifikowanym podpisem elektronicznym.